# Wyścig Hiszpanii WTCC
Wyścig Hiszpanii WTCC – runda World Touring Car Championship rozgrywana w latach 2005–2012 na torze Circuit Ricardo Tormo koło niewielkiej miejscowości Cheste około 20 km na zachód od Walencji.

## Zwycięzcy
| Sezon | Kierowca                    | Samochód          | Zespół               | Lokalizacja | Wyniki |
| ----- | --------------------------- | ----------------- | -------------------- | ----------- | ------ |
| 2005  | Wyścig 1: Jordi Gené        | SEAT León         | SEAT Sport           | Walencja    | Wyniki |
| 2005  | Wyścig 2: Jörg Müller       | BMW 320i          | BMW Team Deutschland | Walencja    | Wyniki |
| 2006  | Wyścig 1: Augusto Farfus    | Alfa Romeo 156    | N.Technology         | Walencja    | Wyniki |
| 2006  | Wyścig 2: Jörg Müller       | BMW 320si         | BMW Team Deutschland | Walencja    | Wyniki |
| 2007  | Wyścig 1: James Thompson    | Alfa Romeo 156    | N.Technology         | Walencja    | Wyniki |
| 2007  | Wyścig 2: James Thompson    | Alfa Romeo 156    | N.Technology         | Walencja    | Wyniki |
| 2008  | Wyścig 1: Robert Huff       | Chevrolet Lacetti | Chevrolet            | Walencja    | Wyniki |
| 2008  | Wyścig 2: Alain Menu        | Chevrolet Lacetti | Chevrolet            | Walencja    | Wyniki |
| 2009  | Wyścig 1: Yvan Muller       | SEAT León         | SEAT Sport           | Walencja    | Wyniki |
| 2009  | Wyścig 2: Augusto Farfus    | BMW 320si         | BMW Team Germany     | Walencja    | Wyniki |
| 2010  | Wyścig 1: Gabriele Tarquini | SEAT León         | SR-Sport             | Walencja    | Wyniki |
| 2010  | Wyścig 2: Tiago Monteiro    | SEAT León         | SR-Sport             | Walencja    | Wyniki |
| 2011  | Wyścig 1: Yvan Muller       | Chevrolet Cruze   | Chevrolet            | Walencja    | Wyniki |
| 2011  | Wyścig 2: Yvan Muller       | Chevrolet Cruze   | Chevrolet            | Walencja    | Wyniki |
| 2012  | Wyścig 1: Yvan Muller       | Chevrolet Cruze   | Chevrolet            | Walencja    | Wyniki |
| 2012  | Wyścig 2: Alain Menu        | Chevrolet Cruze   | Chevrolet            | Walencja    | Wyniki |